# Nicolas de La Jugie
Nicolas de La Jugie (* um 1315 in Eyrein; † 1376) war ein Neffe von Papst Clemens VI. und Vetter von Papst Gregor XI. sowie ein Bruder der Kardinäle Guillaume und Pierre de La Jugie; er war Baron de Rieux, Seigneur de La Livinière, de Ferrals-les-Corbières et de Liviers en Vivarais.

## Leben
Nicolas wurde im Limousin im Weiler La Jugie geboren, der zur Pfarre Eyrein bei Rosiers-d'Égletons gehörte. Er war ein Sohn von Jacques de La Jugie und Guillaumette Roger, der Schwester des späteren Papstes Clemens VI.
Um 1335 heiratete er Delphine de Châteauneuf-de-Vernoux im Vivarais, die als Mitgift Liviers in die Ehe brachte. Ab 1342 lebte er in Avignon bei seinem Onkel Clemens VI. und seinem Bruder, dem Kardinal Guillaume de La Jugie. Dieser erwarb im Pestjahr 1348 von den Erben des Kardinals Pietro Colonna die Lehen Ferrals-les-Corbières und la Livinière im Languedoc. Der Erwerb in Nicolas’ Namen wurde erst 1350 abgeschlossen.
Nicolas und sein Vater Jacques de La Jugie ließen sich nach dem Tod Clemens’ VI. 1352 in La Livinière nieder. Der Herr von La Liviniére konnte das Languedoc-Erbe erweitern, als sein Vetter Pierre Roger de Beaufort Papst geworden war. In diesem Jahr konnte er von Raymond de Saverdun dessen Baronie Rieux kaufen, zu der die 1348 erworbenen Domänen gehörten.
Als Nicolas ohne Erben Witwer von Delphin de Châteauneuf geworden war, heiratete er in zweiter Ehe Éléonore de Lévis, Tochter von Jean II. de Lévis, Seigneur de Mirepoix, und Éléonore de Montaut (Haus Lévis). Die Ehe wurden 1368 im Vivarais geschlossen, da Nicolas als Seigneur de Liviers bezeichnet wird, dessen Burg Privas überragt. Diese neue Ehe gab ihm allerdings auch nicht den erwarteten Erben. Er verfasste sein Testament am 26. März 1374, in dem er seinen Besitz Guillaume de Puydeval hinterließ, dem Sohn seiner Schwester Élise, unter der Bedingung, dass er seinen (Nicolas’) Namen und Wappen übernehme. Aus diesem Zweig stammen alle Barone von Rieux.

## Die Erben der Baronie Rieux
Drei Familien erbten die Baronie und übernahmen den Namen „de La Jugie“:
- Die Familie Puydeval:

Guillaume de La Jugie de Puydeval, sein Neffe
- Die Familie Morèze:

Seine Enkelin Antoinette de La Jugie brachte die Baronie Rieux 1456 in die Familie Morèze im Zusammenhang mit ihrer Heirat mit Pierre de Puydeval ein. Als Baron de Rieux nahm er den Namen "de la Jugie" an. Sein Sohn Tristan de La Jugie wurde Erbe von Titel und Lehen. Er starb 1521. Sein Enkel François I. de La Jugie (1556–1592), Baron de Rieux und Colonel des Régiment de Rieux, war der bekannteste Angehörige der Linie.
- Famille Monstiers de Mérinville:

Am 11. Juni 1640, wurde Marguerite de La Jugie, Enkelin von François I. mit François de Monstiers de Mérinville aus dem Poitou verheiratet. Ihr Sohn und Erbe Charles wurde „gezwungen, den Namen und das Wappen Rieux (La Jugie) zu tragen“.
1775 änderte François-Armand de Monstiers, Enkel des Grafen François et de Marguerite de La Jugie, aufgrund einer „ordonnance royale“ den Ortsnamen Rieux in Rieux-Mérinville. Die Gemeinde wiederum änderte 1838 den Namen Rieux-Mérinville in Rieux-Minervois.